# La Peur (Tchekhov)
Pour les articles homonymes, voir La Peur.
La Peur. Récit d'un de mes amis  (Страх. Рассказ моего приятеля) est une nouvelle d'Anton Tchekhov parue en 1892.

## Historique
La Peur est initialement publiée dans le numéro 6045 de la revue russe Temps nouveaux le 25 décembre 1892.

## Personnages
- Le narrateur anonyme.
- Dimitri Pétrovitch Siline : ami de jeunesse du narrateur
- Maria : épouse de Siline. Le narrateur en est vaguement amoureux.
- Quarante-Martyrs : sobriquet de Gavrila Sévérov, un bon à rien, ivrogne, ancien serviteur du narrateur, puis de Siline.

## Résumé
Après ses études à l'université de Saint-Pétersbourg, Dimitri Pétrovitch Siline avait entamé une carrière dans l'administration. Pourtant, à trente ans, il démissionne pour s'occuper d'agriculture, Malgré les doutes qu'exprime le narrateur, ce changement de carrière qui semble lui avoir réussi. Il a apparemment tout pour être heureux : Maria, une femme qu’il aime, deux enfants, une exploitation agricole qui fonctionne bien, et un ami (le narrateur) qui vient lui rendre souvent visite. Ce dernier est cependant mal à l’aise, car Maria, la femme de son ami Dimitri, lui plaît. 
Un jour, Siline avoue au narrateur que son bonheur conjugal est de façade : il aime, mais il n’y a pas d’amour en retour. À la sixième demande en mariage, Maria a fini par céder. Alors que Dimitri Pétrovitch est fou d'elle, elle accepte de l'épouser, mais elle ne l'aime pas. La seule chose qu'elle lui promet, c'est d'être fidèle.
Le soir même, se retrouvant seul avec Maria, le narrateur lui avoue que s’il vient aussi souvent chez eux, c’est pour la voir, malgré le malaise qu’il éprouve à aimer la femme de son meilleur ami. Il passe la nuit avec elle dans sa chambre. À l’aube, quand elle regagne sa chambre, son mari surgit dans le couloir : il vient chercher sa casquette avant de partir pour son travail. Le narrateur est convaincu que le mari trompé a parfaitement compris son infortune.
Le narrateur part immédiatement. Il ne les reverra jamais.

## Citation
« Ce qui m’effraie surtout, c'est le train-train de la vie quotidienne, auquel nul d’entre vous ne peut se soustraire. Je suis incapable de discerner ce qui, dans mes actions, est vérité et ce qui est mensonge, et elles me causent du tourment ; j'ai conscience que les conditions de l'existence et mon éducation m'ont enfermé dans un cercle étroit de mensonge, que toute ma vie n'est rien d'autre qu'une préoccupation quotidienne de me tromper moi-même et de tromper les autres sans m'en apercevoir, et je suis effrayé à la pensée que je ne me délivrerai pas de ce mensonge jusqu'à ma mort. »

— Dimitri Pétrovitch Siline

## Éditions françaises
- La Peur, traduit par Édouard Parayre, révision de Lily Denis, éditions Gallimard, Bibliothèque de la Pléiade, 1971  (ISBN 2 07 0106 28 4).
- La Peur, in Récit d'un inconnu et autres nouvelles, Folio classique no 304, 2008  (ISBN 9782070345571)